# Christian Svarfvar
Hans Christian Svarfvar, född 1982, är en svensk violinist.

## Biografi

### Uppväxt
Christian Svarfvar debuterade som 12-åring med Mendelssohns violinkonsert tillsammans med Svenska Kammarorkestern och har sedan dess etablerat sig som en av Sveriges mest framstående violinister. Svarfvar antogs som 16-åring vid Kungliga Musikhögskolan i Stockholm, där han tog sin solistdiplomexamen 2002. Han fortsatte sina studier vid ansedda Juilliard School i New York för professor Robert Mann där han erhöll sin masterexamen 2005.

### Karriär
Svarfvar blev 2008 utsedd till “Rising Star” av Stockholm Konserthus och European Concert Hall Organization.
Svarfvar har sedan dess framträtt över hela Europa, USA, Sydkorea, och Sydamerika. Han har spelat med många världsledande orkestrar och uppträtt i konserthus som t.ex. Luxembourg Philharmonie, Kölner Philharmonie, Megaron i Aten, Der Musikverein Wien, Concertgebouw i Amsterdam, La Cité de la musique i Paris, Palais des Beaux-Arts i Bryssel, Birmingham Symphony, Tjaijkovskij Concert Hall i Moskva, St.Petersburg Hermitage, Schloss Elmau och i Carnegie Hall i New York.  

### Viktiga framträdanden och samarbeten
År 2009 debuterade Svarfvar i Carnegie Hall, New York, i serien "Distinctive Debuts", vilket markerade hans genombrott på den internationella musikscenen.  Han har spelat in tre album med London Philharmonic och samarbetar för närvarande med Rubicon Classics och BIS Records. 
Svarfvar var under åren 2007–2013 medlem i nutida ensemblen NEO där han var med och uruppförde mer än 100 verk. Han har samarbetat med många  tonsättare som t.ex. Anders Hillborg, Kaija Saariaho, Chaya Czernowin och Howard Shore.  
Svarfvar uruppförde Howard Shores violinkonsert Eastern Promises tillsammans med Kungliga Filharmonikerna, under ledning av Howard Shore i samband med Stockholms filmfestival 2007. Shore, som har belönats med tre Oscars och tre Grammys, är särskilt känd för sin musik till Sagan om ringen-trilogin
Christian Svarfvar har också deltagit i flera betydelsefulla offentliga evenemang. Han spelade vid riksdagskonserten 2023, som hölls i Stockholms konserthus inför kungafamiljen och sändes live på SVT, en ceremoni som markerar inledningen av riksdagens arbetsår. År 2024 framträdde Svarfvar vid Nobelmiddagen i Blå Hallen, Stockholms Stadshus, ett event som också sändes direkt på SVT och samlade Nobelpristagare samt framstående gäster från hela världen. 
År 2016 tilldelades Christian Stockholm Culture Award

### Familj
Svarfvar är son till konsertmästaren Sven-Ole Svarfvar. Han är bror till Camilla Svarfvar som är violast i Kungliga Filharmonikerna. Han har en son, Julian, tillsammans med ekonomijournalisten Rafaela Lindeberg.

## Diskografi
- Aprés un Reve
- Consolation - Forgotten treasures of the Ukrainian soul
- Grieg Violin Sonatas
- Bruch & Stenhammar
- Steve Reich
- Infinite Bach
- The Symphonic Touch of Benny Andersson[13]

## Priser och Utmärkelser (urval)
- Första pris, Ljunggrenska tävlingen, Göteborg (2002) [14]
- Kungliga Musikaliska Akademiens utlandsstipendium (2000, 2001, 2002)
- Gålöstiftelsen/Sixten Gemzéus stipendium (2003)
- Fulbright Grant (2003)
- Sweden-America Foundation (2003)
- Svenska Frimurarordens Pris (2004)
- Helge Ax:son Johnson stipendium (2004, 2020)
- Rising Star – utvald av European Concert Hall Organization/Stockholms Konserthus (2008)[4]
- Marianne & Sigvard Bernadottes Konstnärsfond (2008)[15]
- Rubus Arcticus (2012)
- Stockholm Culture Award (2016)[11]
- Sven och Dagmar Saléns stipendium (2020, 2021)
- Konstnärsnämndens stipendium (2022, två år)